# ۴۲ اژدها
۴۲ اژدها یک ستاره است که در صورت فلکی اژدها قرار دارد.